# توماس ماكديرموت الإبن
توماس ماثيو ماكديرموت الابن (بالإنجليزية: Thomas Matthew McDermott Jr.)‏ (ولد في 4 مارس 1969 في ساوث بند، إنديانا، الولايات المتحدة) عمدة هاموند وهي خامس أكبر مدينة في ولاية إنديانا حسب تعداد الولايات المتحدة 2010. تولى مهام منصبه في الأول من يناير عام 2004 وهو أول منصب حكومي منتخب له. عضو في الحزب الديمقراطي. بعد الفوز في الانتخابات العامة في نوفمبر 2015 لولاية رابعة لم يسبق لها مثيل أصبح ماكديرموت الأطول بقاءا في منصب عمدة هاموند.
شارك في حرب الخليج الثانية.